# Persone di nome Rudolf/Calciatori
| Questa pagina contiene informazioni ricavate automaticamente dalle voci biografiche con l'ausilio del template Bio e di un bot. L'aggiornamento è periodico e automatico e ricostruisce completamente la pagina. Se manca una persona in questa lista, sei pregato di non aggiungerla, ma accertati piuttosto che la sua voce biografica contenga il template Bio e che i dati anagrafici siano correttamente compilati. Se il template Bio manca, inseriscilo tu stesso o, in alternativa, metti l'avviso {{tmp\|Bio}} che ne segnala la mancanza. Se i dati riportati sono sbagliati, correggi direttamente la voce biografica; le modifiche saranno visibili in questa lista entro pochi giorni. Per chiarimenti vedi il progetto antroponimi. La lista contiene solo le 56 persone che sono citate nell'enciclopedia e per le quali è stato implementato correttamente il template Bio. Pagina aggiornata al 6 ago 2025. |

Questa è una lista di persone presenti nell'enciclopedia che hanno il nome Rudolf e sono calciatori.

## B(7)
- Rudolf Bartonec, calciatore cecoslovacco (n. 1916 - † 2002)
- Rudolf Belin, ex calciatore e allenatore di calcio jugoslavo (Zagabria, n. 1942)
- Rudolf Berthold, calciatore tedesco (n. 1903 - † 1976)
- Rudolf Bester, ex calciatore namibiano (Otjiwarongo, n. 1983)
- Rudolf Blässy, calciatore austriaco (Vienna, n. 1883)
- Rudolf Brunnenmeier, calciatore tedesco (Monaco di Baviera, n. 1941 - Olching, † 2003)
- Rudolf Bürger, calciatore e allenatore di calcio rumeno (Timișoara, n. 1908 - † 1980)

## C(1)
- Rudolf Cejka, calciatore austriaco (Traiskirchen, n. 1941 - † 1990)

## D(5)
- Rudolf Dolejší, calciatore cecoslovacco (n. 1907 - † 1977)
- Rudolf Donhardt, calciatore austriaco (n. 1893 - † 1923)
- Rudolf Droz, calciatore tedesco (n. 1888 - † 1946)
- Rudolf Drozd, calciatore cecoslovacco (Žižkov, n. 1911 - † 1967)
- Rudolf Ducký, ex calciatore cecoslovacco (n. 1957)

## E(1)
- Rudolf Elsener, ex calciatore svizzero (Zurigo, n. 1953)

## F(1)
- Rudolf Flögel, ex calciatore austriaco (Vienna, n. 1939)

## G(4)
- Rudolf Geiter, calciatore austriaco (Vienna, n. 1913 - Vienna, † 1978)
- Rudolf Gellesch, calciatore tedesco (Gelsenkirchen, n. 1914 - Kassel, † 1990)
- Rudolf González, calciatore tedesco (Hennef, n. 1998)
- Rudolf Gyger, calciatore svizzero (Basilea, n. 1920 - † 1996)

## H(4)
- Rudolf Hencl, calciatore austriaco
- Rudi Hoffmann, calciatore tedesco (Östringen, n. 1935 - † 2020)
- Rudolf Horvath, ex calciatore austriaco (n. 1947)
- Rudolf Höllerl, calciatore austriaco (n. 1888 - † 1952)

## K(7)
- Rudolf Kargus, ex calciatore tedesco (Worms, n. 1952)
- Rudolf Klapka, calciatore cecoslovacco (Praga, n. 1889 - † 1951)
- Rudolf Kölbl, calciatore tedesco (Unterschleißheim, n. 1937 - Unterschleißheim, † 2024)
- Rudolf Kos, calciatore cecoslovacco (n. 1910 - † 1977)
- Rudolf Kotormány, calciatore rumeno (Timișoara, n. 1911 - † 1983)
- Rudolf Krummer, calciatore boemo (n. 1882 - † 1958)
- Rudolf Kučera, calciatore cecoslovacco (Spytihněv, n. 1940 - Praga, † 2024)

## L(1)
- Rudolf Leip, calciatore tedesco (Dresda, n. 1890 - † 1947)

## N(3)
- Rudolf Nafziger, calciatore tedesco (Gauting, n. 1945 - † 2008)
- Dolf van der Nagel, calciatore olandese (Buitenzorg, n. 1889 - † 1949)
- Rudolf Noack, calciatore tedesco (Amburgo, n. 1913 - † 1947)

## O(1)
- Rudolf Otepka, ex calciatore ceco (n. 1973)

## P(2)
- Rudolf Pichler, calciatore austriaco (n. 1930 - † 2011)
- Rudolf Plemich, calciatore ungherese (Budapest, n. 1901 - Budapest, † 1969)

## R(4)
- Rudolf Raftl, calciatore austriaco (Vienna, n. 1911 - † 1994)
- Rudolf Ramseyer, calciatore svizzero (Berna, n. 1897 - Berna, † 1943)
- Rudolf Rupec, calciatore austriaco (Grubišno Polje, n. 1895 - Zagabria, † 1983)
- Rudolf Röckl, calciatore austriaco (n. 1927 - † 1976)

## S(7)
- Rudolf Schäffer, calciatore cecoslovacco (n. 1917)
- Rudolf Schönbeck, calciatore tedesco (Berlino, n. 1919 - Itzehoe, † 2003)
- Rudolf Seliger, ex calciatore tedesco (Mülheim an der Ruhr, n. 1951)
- Rudolf Skácel, ex calciatore ceco (Trutnov, n. 1979)
- Rudolf Smolek, calciatore austriaco (Vienna, n. 1888)
- Rudolf Steiner, calciatore rumeno (n. 1907 - † 1996)
- Rudolf Szanwald, calciatore austriaco (Vienna, n. 1931 - Vienna, † 2013)

## T(1)
- Rudolf Turkaj, calciatore albanese (Alessio, n. 1995)

## U(1)
- Rudolf Urban, calciatore slovacco (Košice, n. 1980)

## V(1)
- Rudolf Viertl, calciatore austriaco (Schwechat, n. 1902 - † 1981)

## W(2)
- Rudolf Wagner, calciatore austriaco (n. 1871 - † 1910)
- Rudolf Wetzer, calciatore e allenatore di calcio rumeno (Temesvár, n. 1901 - Haifa, † 1993)

## Z(2)
- Rudolf Zibrínyi, calciatore cecoslovacco (n. 1925 - † 2002)
- Rudolf Zöhrer, calciatore austriaco (n. 1911 - † 2000)

## Š(1)
- Rudolf Šmejkal, calciatore cecoslovacco (n. 1915 - † 1972)